# La Verità
La Verità (La Verdad en español) fue una revista política mensual editada en la Italia fascista desde 1936 a 1943 por el exdirigente comunista Nicola Bombacci.

## Historia
La Verità fue fundada en 1936, esta revista política tenía un punto de vista socialista nacional, por lo que fue muy criticada por los sectores más derechistas del régimen mussoliniano. Sin embargo, despertó grandes simpatías en el ala más izquierdista del partido, que tenía una fuerte visión anticapitalista. No obstante, Mussolini había permitido la edición de la revista.
Con la revista colaboraron personalidades socialistas como Arturo Labriola, sindicalistas revolucionarios como Walter Mocchi y Pulvio Zocchi y otras personas no fascistas pero que mostraban cierta simpatía hacia las reformas sociales del Régimen. Muchos de ellos pasarían a formar parte del Reagrupamiento Nacional Republicano Socialista, un partido político legal durante la República Social Italiana al margen del Partido Fascista Republicano. Otros exsocialistas que colaboraron en la misma fueron Alberto y Mario Malatesta, Ezio Riboldi, Giovanni y Renato Bitelli, Angelo Scucchia, entre otros.
El nombre fue escogido por Nicola Bombacci para recordar el periódico oficial del Partido Comunista de la Unión Soviética, que llevaba por nombre Pravda (que también significa La Verdad en español). Esta revista duró hasta 1943, con la invasión anglo-americana de Italia y la adhesión de Nicola Bombacci a la República Social Italiana.

## Críticas
La Veritá recibió críticas tanto de la derecha italiana como de los círculos antifascistas, la consideraban filofascista y enaltecedora del imperialismo italiano, debido a que en ella se alentaba a la guerra de conquista llevada a cabo por la Italia Fascista en Etiopía y Albania, además de apoyar la campaña de la Alemania nazi contra la URSS.